# Врхбосна
Врхбо́сна (босн. и хорв. Vrhbosna, серб. Врхбосна, сербохорв. Врхбосна / Vrhbosna, букв. «Верхняя Босния»; редко Верхняя/Горная Босния) — средневековая жупа и область в центральной части современной Боснии и Герцеговины.
Впервые упоминается как жупа под своим названием в 1244 году. Название означает местность, расположенную в верхнем течении реки Босны (от серб. врх — «верх»). Центром жупы в разное время были укрепления Ходидед и Врхбосна. Около 1462 года в завоёванной турками Боснии на территории жупы было основано Сараево, которое согласно общепринятой точки зрения не было связано со средневековыми поселениями, существовавшими в этой местности.

## История

Врхбосна

Жупа располагалась в межгорной Сараевской котловине в долине реки Миляцки, в среднем течении Босны, в районе современного Сараева. Граничила с Дубравской жупой на востоке, Комской и Неретванской на юге и Лепеницкой на западе. Жупа Врхбосна упоминается в грамоте венгерского короля Белы IV от 20 июля 1244 года, составленной на латыни, в связи с возведением католической церкви Святого Петра (построена в 1238 году) в здешнем местечке Брдо, местоположение которого остаётся неизвестным: In supra Vrhbozna Burdo cum omnibus suis pertinenciis, ubi ipsa ecclesia cathedralis sancti Petri est fundata.
Центр жупы первоначально располагался к востоку от современного Сараева, в укреплении Ходидед, а позднее — в укреплении Врхбосна на месте современного сараевского квартала Вратник, или Боснийский санджак с центром в Сарай-оваси (от турецкого saraj — «дворец» и ovasi — «поле»). До 1451 года находился во владениях властельского рода Павловичей. Дубровчане называли Врхбосной торг в местечке Трговиште или Стара Варош (в 1455 году проживало около 300 жителей), располагавшемся на расстоянии около одного километра к западу от восточной окраины долины Миляцки, на её малом притоке. Перепись населения, проведённая турками в 1455 году, засвидетельствовала ещё несколько средневековых поселений в этом районе. Среди них был торговый пункт Торник, известный по дубровницким документам с 1402 года, и представлявший собой крупнейший в жупе рынок.

### Происхождение Сараева
После завоевания Боснии турками на территории жупы был учреждён вилайет Ходидед (или Сарай-оваси). Будущий город Сараево был основано как касаба около 1462 года.
По мнению ряда учёных, на месте городского квартала Скендерия на левом берегу Миляцки в Средние века существовал город Врхбосна. Сараевский историк Хазим Шаб в 1960 году утверждал, что Врхбосной называлась область в Боснии, а не какой-то конкретный город. Согласно общепринятой точки зрения в современной науке, Сараево было основано турками вне связи с поселениями Боснийского королевства. Это подтверждается, в частности, переносом средневекового села Бродац в излучине Миляцки в район современной Бентбаши (ныне в городской черте Сараева), чтобы освободить место под строительство нового поселения.
В 1516 году пресвитер Вук по заказу плевальского князя Михаила составил псалтырь в «месте Врхбосане, называемом Сараево» В 1550 году венецианский путешественник Катерино Дзено был первым европейцем, применившим к городу турецкое название «Сараево» (итал. Sarraglio) вместо средневекового «Врхбосна». В 1941 году Сараево, включённое в состав «Независимого государства Хорватии», было подчинено великой жупе Врхбосна.

## «Верхняя» и «Горная» Босния
В прошлом историки и географы делили Боснию на Верхнюю и Нижнюю. Так, например, путешественник Бенедикт Курипешич в своём «Путевом дневнике» 1530—1531 годов писал: 
Xотя я и должен был описать всю Боснию, но не могу это сделать, потому что не видел другую часть, Верхнюю Боснию, а только Нижнюю Боснию… Прежде всего, Нижняя Босния очень гориста, повсюду простираются леса…  Верхняя Босния не так дика и гориста как Нижняя Босния. Здесь есть много пастбищ и равнин, опоясанных голыми горами…
Врхбосна называлась также Горной Боснией, хотя этим термином обозначалась и средняя Босния и Босния вообще. В настоящее время Горной Боснией (сербохорв. Gornja Bosna) называется горный район к югу от Сараева, расположенный в верхнем течении реки Босны, в окружении гор Трескавицы и Белашницы, а также ущелья Крупац.